# Teatro Coliseo
Il teatro Coliseo è uno dei principali teatri della capitale argentina Buenos Aires. Aperto nel 1905 e acquistato dallo Stato italiano nel 1937, si affaccia sulla centrale plaza Libertad, nel barrio di Retiro, a breve distanza dalla celebre Avenida 9 de Julio.

## Storia
Il teatro aprì i battenti nel 1905 come Teatro Circo Coliseo Argentino grazie al pagliaccio britannico Frank Brown. L'edificio originario, progettato dall'architetto tedesco Carlos Nordmann, fu finanziato dall'industriale franco-argentino Charles Seguin e divenne uno dei più noti circhi stabili di Buenos Aires. Sebbene la struttura non fosse stata concepita per l'opera, nel 1907 il teatro Coliseo iniziò ad ospitare spettacoli lirici, esordendo con la Tosca di Giacomo Puccini, interpretata da Emma Carelli e Giovanni Zenatello. In breve, grazie alla sua ricca offerta culturale, il Coliseo arrivò a competere con il celebre Teatro Colón.
Il 27 agosto 1920 Telémaco Susini trasmise dal Coliseo la prima trasmissione radiofonica della storia del Paese sudamericano mandando in onda il Parsifal di Richard Wagner interpretato dalla soprano argentina Sara César.
Nel 1937 il governo italiano acquisì lo stabile con il proposito d'insediarvi il consolato e la Casa d'Italia. Cinque anni dopo il vecchio fabbricato fu demolito per realizzare il centro culturale italiano ed un auditorium, entrambi progettati dall'architetto Molinari. A causa tuttavia delle difficoltà legate alla situazione economica del dopoguerra i lavori si dilatarono e nel 1944 poterono iniziare ad operare solo gli uffici consolari. Nel 1959, grazie a nuovi fondi del governo italiano e all'apporto di alcune imprese italo-argentine la costruzione dello stabile riprese secondo il progetto dell'architetto Mario Bigongiari. Nel 1961 il teatro fu finalmente inaugurato.
Dalla sua inaugurazione al 1971 il teatro fu gestito dalla fondazione Casa d'Italia. Nel 1971 fu istituita la fondazione Coliseum, al cui vertice si trova l'ambasciatore italiano in Argentina, si occupa della gestione dell'istituzione teatrale.